# Eunymphicus
Eunymphicus is een geslacht van vogels uit de familie Psittaculidae (papegaaien van de Oude Wereld).

## Soorten
Het geslacht kent de volgende soorten:
- Eunymphicus cornutus – Hoornparkiet
- Eunymphicus uvaeensis – Ouvéahoornparkiet